# ピティ
ピティ(Piti)は、コーカサスや中央アジア地域のスープである。
テュルク諸語でpitiと呼ばれる、内部に釉薬の塗られた土製のオーブンで調理される。
羊肉をトマト、ジャガイモ、ヒヨコマメ等の野菜とともにサフラン水に浸して香りや色を移し、密封したオーブンで調理する。
ピティはオーブンごと肉と野菜を含む液体とを分けるための皿を添えて提供される。コース料理で、スープと野菜を先、肉を後にして分けて食べられる。
アゼルバイジャン、イラン、タジキスタン、アルメニア、トルコで特に人気がある。